# Pavel Trichitjev
Pavel Sergejevitj Trichitjev (ryska: Павел Сергеевич Трихичев), född 7 november 1992  i Montjegorsk, är en rysk utförsåkare som debuterade i världscupen den 9 mars 2013 i Kranjska Gora i Slovenien. Hans första pallplats i världscupen kom när han blev tvåa i alpin kombination den 12 januari 2018 i Wengen i Schweiz.
Trichitjev deltog vid olympiska vinterspelen 2014. Han segrade i Far East Cup 2017.